# Ministro delle finanze
Il ministro delle Finanze è il componente di un governo incaricato alla gestione dell'economia e delle finanze pubbliche. A seconda degli ordinamenti e delle epoche, la sua figura può essere autonoma oppure essere unificata con quelle poste a capo di altri dicasteri economici; può quindi anche essere definito ministro degli Affari finanziari, ministro del Tesoro, ministro dell'Economia, ministro del Bilancio o ministro degli Affari economici.